# MOS Technology 6510

Pin Konfiguration

Der MOS Technology 6510 ist ein 8-Bit-Mikroprozessor vom Unternehmen MOS Technology, der 1982 auf den Markt kam. Aufgrund seiner Unkompliziertheit und vor allem des im Vergleich zu den etablierten Intel- und Motorola-Prozessoren sehr niedrigen Preises bei großer Leistungsfähigkeit wurde er im Heimcomputer Commodore 64 sowie dem 5¼-Zoll-Diskettenlaufwerk VC1551 verbaut. Die interne Prozessorarchitektur ist fast identisch mit der des MOS-6502-Mikroprozessors – insbesondere ist der Befehlssatz aufwärtskompatibel, ein Programm, das für den 6502 geschrieben wurde, läuft ohne Änderung auch auf einem 6510 Prozessor. Der Prozessor wurde mit Taktfrequenzen zwischen 20 kHz und 2 MHz betrieben und hatte einen 16 Bit breiten Adressbus und einen 8 Bit breiten Datenbus.
Die wesentliche Änderung gegenüber dem 6502 waren die neuen 8-Bit I/O-Ports (nur sechs I/O-Pins standen in der gängigsten Version des 6510 zur Verfügung), zusätzlich kann der Adressbus im Tri-State-Modus betrieben werden. Der 6510 wurde nur im Commodore 64 und seinen Varianten verwendet. Im C64 wurden die zusätzlichen I/O-Pins des Prozessors verwendet, um die Memory-Map des Computers durch Bank Switching umzuschalten und auch zur Steuerung von drei der vier Signalleitungen der Datassette.
Die CPU ist in Bezug auf Opcodes zum Prozessor 6502 völlig kompatibel, selbst hinsichtlich aller Maskenfehler und illegaler Opcodes (Opcode-Matrix).

## Varianten

### MOS 8500
Im Jahre 1985 produzierte MOS Technology den 8500, eine HMOS-Version des 6510 Prozessor, er ist praktisch identisch mit der NMOS Version des 6510. Der 8500 wurde ursprünglich für den Einsatz im modernisierten C64, dem Modell C64C, entwickelt. Jedoch wurden 1985 begrenzte Mengen von 8500 Prozessoren auf älteren NMOS-basierten C64 gefunden. Sein offizielles Debüt gab er 1987 in einem Motherboard mit dem neuen 85xx HMOS-Chipsatz.

### MOS 7501/8501
Die 7501/8501 Variante des 6510 wurde 1984 eingeführt. Der Prozessor wurde in den Commodoremodellen C16, C116 und Plus/4 verbaut, wo sein I/O-Port nicht nur zur Kontrolle der Datasette verwendet wurde, sondern auch für den CBM-Bus. Der Hauptunterschied zwischen 7501- und 8501 CPUs ist, dass sie mit verschiedenen Technologien hergestellt wurden: Der 7501 wurde mit HMOS-1-, der 8501 mit HMOS-2-Technologien hergestellt. Das NMI- (nicht maskierter Interrupt) Signal war für den MOS 7501 und MOS 8501 nicht möglich.

### MOS 8502
Die 2-MHz-Variante MOS Technology 8502 wurde im Commodore 128 verwendet; der Prozessor war Opcode kompatibel (inklusive der undokumentierten illegalen Opcodes).

### MOS 6510T
Das Commodore Diskettenlaufwerk 1551 verwendete den 6510T-Prozessor, eine Version des 6510 mit 8 I/O-Ports.

### Prozessoren

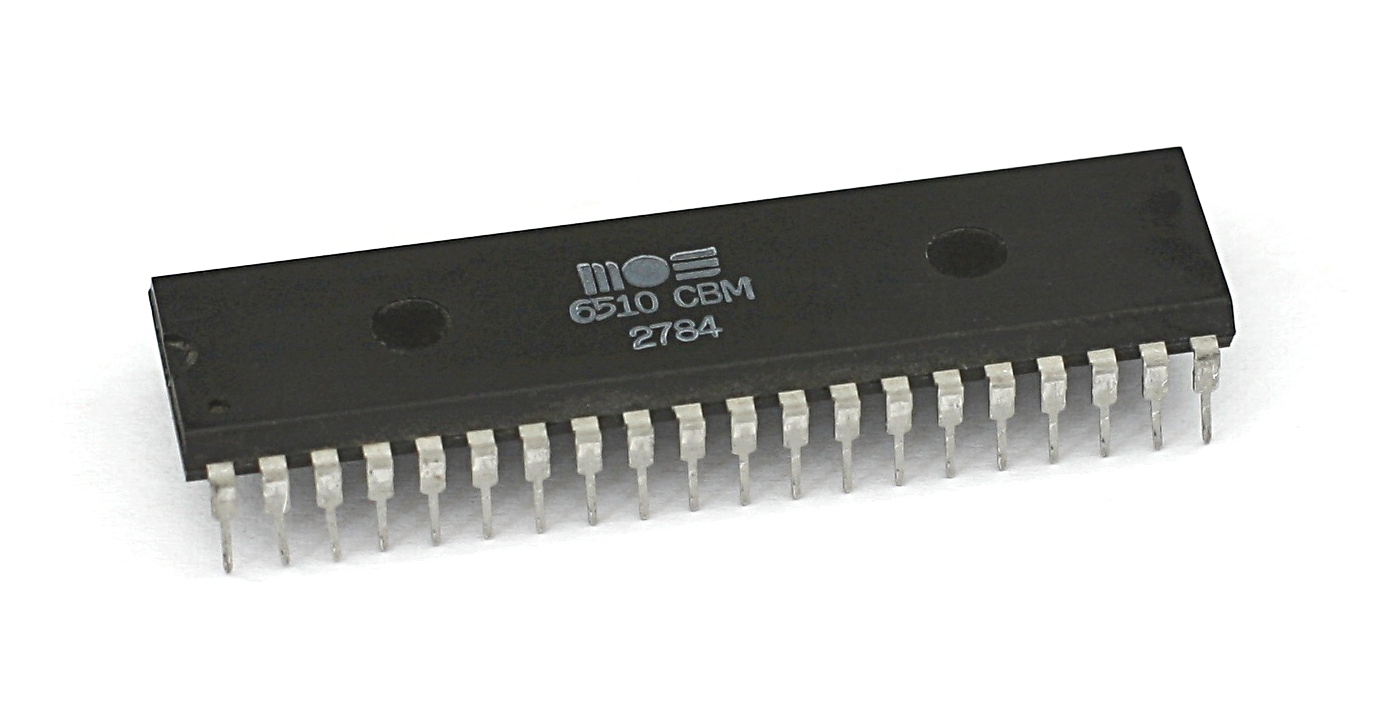
MOS 6510
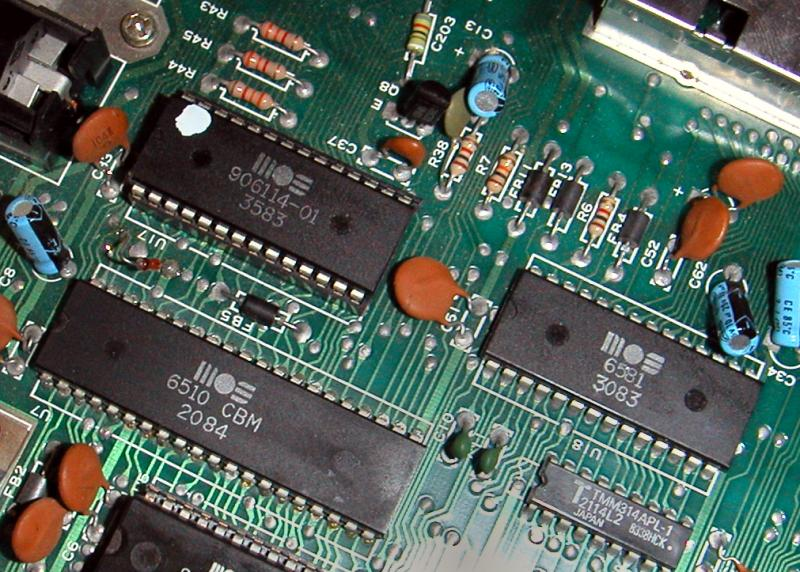
MOS 6510
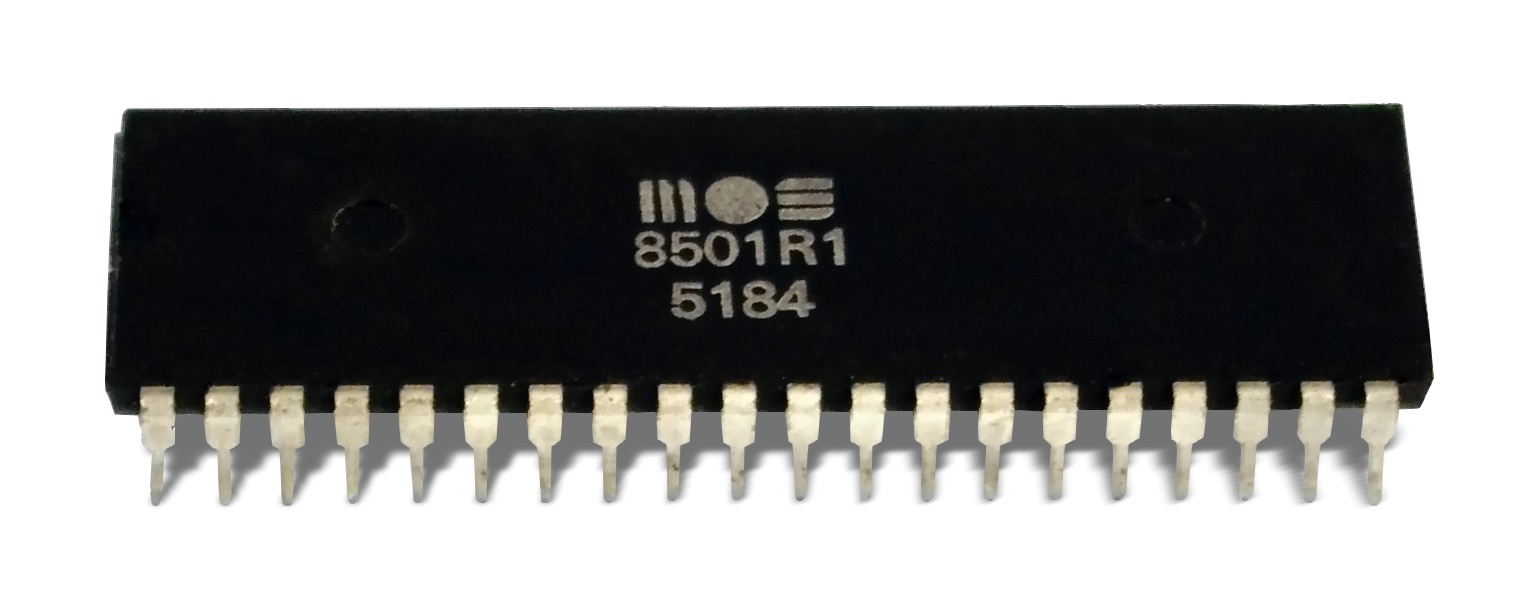
MOS 8501R1
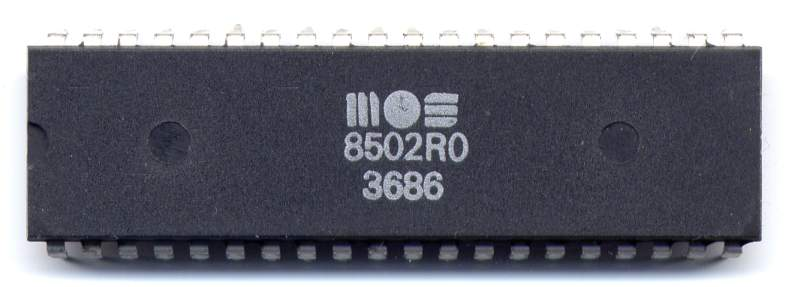
MOS 8502